# Artafernes
Artafernes foi um sátrapa persa da Lídia de 513 a.C. a 493 a.C.. Participou nas Guerras Médicas. Era irmão por parte de pai de Dario I  e filho de Histaspes.

## História
Hecateu de Mileto foi enviado como embaixador a Artafernes, perguntando por que Artafernes não confiava nos jônios. Artafernes respondeu que era porque ele temia que eles estivessem ressentidos por causa das últimas derrotas; mas Hecateu respondeu que se eles fossem bem tratados, eles seriam fiéis aos persas. Diante disso, Arfafernes restaurou as leis das cidades e fixou tributos de acordo com o que cada cidade conseguia pagar.
Seu filho, também chamado de Artafernes, foi enviado, com Dátis, para reduzir Atenas e a Erétria à escravidão, e levar os escravos para a Pérsia.